# 中國數碼信息
中國數碼信息有限公司，簡稱中國數碼信息（英語：SINO-I TECHNOLOGY LIMITED，港交所：0250），在1992年4月2日由南海紗廠有限公司更名而來，也就是由于品海易手開始，目前為南海控股有限公司之子公司，旗下又另有中企動力、华夏大地等子公司。
現時業務為为中国中小企业提供电子商务与信息化运营服务，前身為「南海發展有限公司」。總部位於北京经济技术开发区地盛西路1号数码庄园。
1999年成立中企动力子公司幫助中小企業e化，实现網站建構和数字管理的IT应用服务运营平台，提高效率，目前中企动力擁有北京经济技术开发区的数码庄园辦公大樓群，估值人民幣十數億元以上，並有各省70多間分公司，8000人以上員工，且獲准成為中國網域名注册窗口，成為中國數碼一大獲利來源。华夏大地子公司則是远程教育的線上線下結合補習班，有数百万的注册会员，2006年度獲頒十佳网络教育机构。
2006年收購了國產辦公室軟體紅旗2000的開發團隊，將軟體納入旗下。
2023年10月31日起，中國數碼信息的上市地位已被香港交易所撤銷。

## 連結
- Sino-i.com（页面存档备份，存于）